# Chalcosyrphus aristatus
Chalcosyrphus aristatus är en tvåvingeart som först beskrevs av Johnson 1929.  Chalcosyrphus aristatus ingår i släktet mulmblomflugor, och familjen blomflugor.
Artens utbredningsområde är New Hampshire. Inga underarter finns listade i Catalogue of Life.